# Myathropa florea
Myathropa florea (Linnaeus, 1758) è un dittero appartenente alla famiglia Syrphidae diffuso in Nord Africa e in Europa.

## Descrizione
In Italia è possibile incontrarlo sui fiori nel periodo tra maggio e ottobre e può essere facilmente confuso con un'ape, tuttavia ne differisce per molteplici aspetti, tra cui la presenza di un solo paio di ali, la forma degli occhi e delle antenne e, infine, i caratteristici disegni sull'addome. Quelli presenti sul torace evocano la forma di un teschio tant'è vero che il suo nome nel linguaggio popolare inglese è Dead head fly, ed in tedesco Totenkopfschwebfliege.
Le larve si sviluppano in cavità colme d'acqua stagnante.